# 공도중학교
공도중학교(孔道中學校)는 경기도 안성시 공도읍에있는 사립 중학교이다.

## 학교 연혁
- 1956년 2월 28일 : 공도중학교 설립인가 3학급
- 1956년 4월 4일 : 공도중학교 개교
- 1956년 7월 20일 : 초대 박삼영 교장 취임
- 1981년 10월 26일 : 본관 신축
- 1983년 12월 9일 : 사격부 창단
- 1994년 12월 9일 : 사격장 신축
- 2001년 9월 9일 : 후관 건물 준공
- 2003년 8월 30일 : 체육관 송중관 준공
- 2003년 12월 29일 : 송중대 준공
- 2004년 11월 29일 : 후관 3개 교실 준공
- 2006년 8월 16일 : 도서관 리모델링
- 2007년 5월 5일 : 급식실 및 식당 증축(1층)
- 2008년 1월 18일 : 학생식당 2층 증축, 후관 엘리베이터 설치
- 2024년 1월 5일 : 제66회 졸업식
- 2024년 3월 4일 : 신입생(337명) 입학
- 2024년 3월 4일 : 제23대 박상인 교장 취임

## 참고 자료
- 공도중학교 - 한국교육학술정보원 학교알리미